# Гайнц Гірзакер
Гайнц Гірзакер (нім. Heinz Hirsacker; 14 серпня 1914, Любек — 24 квітня 1943, Кіль) — німецький офіцер-підводник, капітан-лейтенант крігсмаріне.

## Біографія
8 квітня 1934 року вступив на флот. В серпні-грудні 1937 року — 2-й вахтовий офіцер підводного човна U-36. З грудня 1939 по 16 квітня 1940 року — 1-й вахтовий офіцер U-64, у квітні-серпні 1940 року — U-124. З 29 травня 1941 року — командир U-572, на якому здійснив 6 походів (разом 267 днів у морі).
Під час командування човном виявилось, що Гірзакер має нервовий розлад і острах служби на підводному човні. Він неодноразово просив командування перевести його з підводного флоту, проте через брак добре навчених командирів ці прохання неодноразово були відхилені. Під час походів на U-572 відбувались дивні події: човен часто втрачав контакт з ворожими кораблями, на ньому траплялись проблеми з двигунами й він повертався з походів передчасно. Не знаючи про проблеми Гірзакера, командування все частіше припускало, що він боягуз і спеціально саботує операції. Під час третього походу Гірзакер не зміг пройти через Гібралтарську протоку в Середземне море, перервав операцію і попросив новий район дій. Після повернення на базу Гірзакера гостро розкритикувало командування, яке звинуватило його в нестачі енергії, рішучості та віри в успіх. Під час четвертого походу він потопив 3 кораблі загальною водотоннажністю 14 813 тонн і пошкодив 1 корабель водотоннажністю 6207 тонн.
| Дата           | Назва корабля       | Тип               | Тоннаж | Вантаж                                                                                | Екіпаж | Загинули | Країна             |
| -------------- | ------------------- | ----------------- | ------ | ------------------------------------------------------------------------------------- | ------ | -------- | ------------------ |
| 4 квітня 1942  | Ensis (пошкоджений) | Тепловий танкер   | 6,207  |                                                                                       | ?      | 0        | Британська імперія |
| 16 квітня 1942 | Desert Light        | Торговий пароплав | 2,368  | 3800 тонн припасів для бази ВМС, у тому числі 104 тонни боєприпасів і динаміту        | 31     | 1        | Панама             |
| 20 квітня 1942 | Empire Dryden       | Торговий пароплав | 7,164  | 7000 тон генеральних вантажів і військових матеріалів                                 | 51     | 26       | Британська імперія |
| 7 серпня 1942  | Delfshaven          | Торговий пароплав | 5,281  | 5800 тонн генеральних вантажів і 2200 тонн боєприпасів та інших військових матеріалів | 39     | 1        | Нідерланди         |

Під час шостого походу Гірзакер підробив записи суднового журналу і провів значну частину шляху під водою. Після повернення на базу один з офіцерів U-572 поскаржився на Гірзакера і 15 грудня 1942 року він був знятий з посади. В січні 1943 року — 1-й вахтовий офіцер есмінця «Ганс Лоді», потім Z33, але в тому ж місяці був знятий з посади й переданий в розпорядження головнокомандувача есмінцями, оскільки розпочалося розслідування щодо дій Гірзакера. Зрештою в Парижі відбувся суд, який визнав його винним у «боягузтві перед ворогом» і засудив до розстрілу. Прохання про помилування не були задоволені, після чого Гірзакер попросив у свого товариша з випуску 1934 року пістолет і застрелився.

## Звання
- Кандидат в офіцери (8 квітня 1934)
- Морський кадет (26 вересня 1934)
- Фенріх-цур-зее (1 липня 1935)
- Оберфенріх-цур-зее (1 січня 1937)
- Лейтенант-цур-зее (1 квітня 1937)
- Оберлейтенант-цур-зее (1 квітня 1939)
- Капітан-лейтенант (1 вересня 1941)

## Нагороди
- Медаль «За вислугу років у Вермахті» 4-го класу (4 роки)
- Іспанський хрест в бронзі (6 червня 1939)
- Залізний хрест 2-го класу (25 вересня 1940)
- Нагрудний знак підводника (30 листопада 1941)